# Acétate d'uranyle
L’acétate d'uranyle est un composé chimique de formule UO2(CH3COO)2 sous forme anhydre, mais qu'on trouve le plus souvent comme dihydrate UO2(CH3COO)2·2H2O. Il se présente sous la forme d'un solide cristallin jaune légèrement radioactif dégageant une faible odeur acétique. Ce composé émanant de l'industrie nucléaire, sa circulation et sa détention sont réglementées.
On le prépare commercialement à partir d'uranium appauvri — d'où une activité spécifique résiduelle de l'ordre de 14 à 19 kBq/g — en vue principalement d'être utilisé en solution aqueuse alcoolisée à 1 ou 2 % pour métalliser des échantillons biologiques afin de leur donner une coloration négative — ils apparaissent plus clairs que les structures qui les entourent — en microscopie électronique en transmission (MET). Cette méthode est particulièrement simple dans la mesure où les échantillons sont prêts pour la micrographie en quelques minutes seulement. Dans certains cas, l'acétate d'uranyle peut altérer les échantillons biologiques, et dans ce cas une MET basse tension est plus performante en raison de sa meilleure résolution sur les atomes à faible numéro atomique.
Il permet la fabrication du réactif de Blanchetière (acétate d'uranyle et de zinc) qui réagit sur les ions sodium Na+ en donnant des cristaux jaune-vert fluorescents. Il permet donc de caractériser ce métal lors des analyses en chimie minérale – seul le lithium peut entraîner des confusions mais les cristaux sont différents.
Dans cet usage, la radioactivité résiduelle est trop faible pour constituer un risque sanitaire tant que l'acétate d'uranyle demeure en dehors de l'organisme ; ce composé est en revanche très nocif par ingestion et par inhalation, ainsi que par contact cutané, présentant de surcroît un risque par effet cumulatif.